# サンダーハート
『サンダーハート』（Thunderheart）は、1992年に製作されたアメリカ合衆国の映画。日本では劇場未公開。別題は『サンダーハート/甦る血の絆』。

## あらすじ
ネイティブアメリカンのスー族の血を引くFBI捜査官レイは、ある日サウスダコタのネイティブアメリカン居留地で起こっている一連の殺人事件の解決を命令される。レイは、以前から居留地内の事件を追っているベテラン捜査官のクーテルと共に捜査に当たることとなる。
レイは事件を追ううちに、ネイティブアメリカンの文化に触れ、やがて儀式を通じて自分自身の内なる声を聴くようになる。内なる声に助けられた末にレイが辿り着いた事件の真相とは…。
1890年のウンデット・ニーの虐殺、スー族の居留地のウラン鉱山という事実を踏まえたストーリーとなっている。

## キャスト
※括弧内は日本語吹替
- レイ・リヴォイ - ヴァル・キルマー（大塚芳忠）
- フランク・“クーチ”・クーテル - サム・シェパード（小川真司）
- ウォルター・クロウ・ホース - グラハム・グリーン（玄田哲章）
- ジャック・ミルトン - フレッド・ウォード（千田光男）
- ウィリアム・ドーズ - フレッド・ダルトン・トンプソン（円谷文彦）
- マギー・イーグル・ベア - シーラ・トゥージー（相沢恵子）
- サム・リーチズ - チーフ・テッド・シン・エルク（村松康雄）
- ジミー・ロークス・トゥワイス - ジョン・トルーデル（伊藤和晃）
- リチャード・イエロー・ホーク - ジュリアス・ドラム（秋元羊介）
- FBI捜査官 - レックス・リン（小島敏彦）